# Jerzy Schmidt (pilot)
Jerzy Schmidt (ur. 2 listopada 1916 w Pułtusku, zm. 21 września 1944) – porucznik pilot Polskich Sił Powietrznych w Wielkiej Brytanii.

## Życiorys
W 1937 zdał egzamin maturalny i odbył kurs szybowcowy w Wojskowym Obozie Szybowcowym w Ustianowej. 21 września 1937 otrzymał skierowanie na Dywizyjny Kurs Podchorążych Rezerwy 1 DP Leg. przy 5 Pułku Piechoty Legionów w Wilnie. 2 stycznia 1938 r. został słuchaczem Szkoły Podchorążych Lotnictwa w Dęblinie, którą ukończył w 1939 r. Następnie ukończył kurs myśliwski w Szkole Pilotażu w Ułężu.
Po wybuchu wojny dołączył do XV dywizjonu bombowego, gdzie wykonywał loty patrolowe oraz loty rozpoznawcze. 18 września 1939 r. ewakuował się do Rumunii. 19 września samolotem LWS-3 Mewa dotarł do Storożyńca a następnie przez Czerniowce dotarł do Jassy. Następnie przez Jugosławię i Włochy dotarł 10 października 1939 r. do Francji i został skierowany do stacji zbornej dla polskich lotników pod Paryżem.
Z powodu przewlekłej choroby nie zdołał powrócić do latania bojowego we Francji. 26 czerwca 1940 r. został ewakuowany do Liverpoolu w Wielkiej Brytanii, gdzie otrzymał numer służbowy P-0660 i kontynuował leczenie. Po rekonwalescencji 1 czerwca 1941 r. został skierowany do 58 Operational Training Unit (OTU) w Grangemouth na kurs pilotów myśliwskich, który ukończył 13 lipca 1941 r. Został przydzielony do dywizjonu 303 stacjonującego w bazie RAF Speke koło Liverpoolu. Został przeszkolony do lotów na samolotach Spitfire i w październiku 1941 r. rozpoczął loty bojowe na eskortowanie bombowców, wymiatanie i atakowanie celów naziemnych nad okupowaną Europę.
6 lipca 1942 r. otrzymał przydział do australijskiego 453 dywizjonu Myśliwskiego RAAF, 29 września 1942 r. został przeniesiony do 65 dywizjonu Myśliwskiego RAF, 15 października 1942 r. powrócił do lotów w składzie dywizjonu 303. 10 maja 1943 r., w ramach odpoczynku operacyjnego, otrzymał przydział do 58 OTU w Grangemouth jako instruktor. Pracował tu do 4 października 1943 r. i został przeniesiony do 61 Operational Training Unit w Rednal. 23 listopada 1943 r. wrócił do latania bojowego w składzie dywizjonu 302.
5 maja 1944 r. został przeniesiony do 84 Group Support Unit w Thruxton i odbył przeszkolenie na samolotach Mustangach III. 10 czerwca 1944 r. otrzymał przydział do dywizjonu 315. Podczas walk w tym dywizjonie zestrzelił na pewno 2 samoloty nieprzyjaciela, 2 bomby latające V-1 oraz zespołowo zestrzelił 2 kolejne bomby V-1.
21 września 1944 r. został przeniesiony do dywizjonu 306, gdzie latał przez miesiąc. Powrócił do dywizjonu 315 na stanowisko dowódcy eskadry B.
6 grudnia 1944 r. podczas lotu na osłonę Beaufighterów atakujących niemiecką żeglugę w Norwegii jego samolot miał awarię silnika i zatonął w morzu. Ciała pilota nigdy nie odnaleziono. Został upamiętniony symbolicznym grobem na Cmentarzu Powązkowskim w Warszawie.
Na liście Bajana został sklasyfikowany na 171 pozycji z dwoma pewnymi zwycięstwami.

## Odznaczenia
- Krzyż Walecznych – trzykrotnie[4]
- Medal Lotniczy – trzykrotnie
- Polowy Znak Pilota (nr 1033)[2]